# たつの市立龍野西中学校
たつの市立龍野西中学校 （たつのしりつ たつのにしちゅうがっこう）は、兵庫県たつの市に所在する公立中学校。
愛称・略称は西中（にしちゅう）、龍西（たつにし）等。

## 沿革
戦後の学制改革において、龍野町・揖西村・揖保村の3町村は県内他町村のような組合設立には動かず、それぞれ町村立小学校や他の建物を間借りする形で新制中学校を設立する。1951年（昭和26年）に龍野町を中心とする5町村が合併し龍野市となった際にもこれらの中学校は存置された。
1956年（昭和31年）頃より、文部省が統廃合を推し進める方針を示すと、龍野市でもそのための審議を始める。しかし、校区割による生徒数格差や、被差別部落を抱える校区に対する差別意識等が重なり、1957年（昭和32年）5月の市議会で可決された統合案が住民団体等からの強い反対運動により撤回に追い込まれる。1960年代に入り揖東中学校の火災消失や龍野中学校・揖保中学校の校舎老朽化問題が持ち上がると1966年（昭和41年）に再び統合問題が浮上する。結果、龍野市域4中学校を2校に再編することが1966年12月の市議会で可決される。以下、公式HP「沿革」による。
- 1967年（昭和42年）4月　龍野市立揖西、揖保の両中学校区及び龍野中学校のうち川西地区を校区として、龍野市立龍野西中学校設立。
- 1968年（昭和43年）3月　第一回卒業式、同窓会「赤蛉会」結成。
- 1972年（昭和47年）2月　校歌制定（作詞:八木好美、作曲:下村正彦）、校歌碑をつくる。
- 1991年（平成3年）8月　サッカー部、全国中学校体育大会準優勝[7][注 1]。
- 2005年（平成17年）10月1日　龍野市が合併によりたつの市となったことに伴い、たつの市立龍野西中学校に改称。

## 年間行事
- 修学旅行
- トライやる・ウィーク - 1998年（平成10年）より毎年開催。
- 西播大会
- 体育祭
- 音楽文化発表会

## 部活動

### 運動部
- 野球部
- ソフトボール部
- 女子バレーボール部
- 卓球部
- バスケットボール部
- サッカー部
- 柔道部
- 剣道部
- 水泳部
- ソフトテニス部
- 陸上競技部

### 文化部
- 吹奏楽部
- 美術部
- 園芸部
- 家庭科部

## 交通アクセス
- 山陽自動車道 龍野ICから北西へ約1.5km。
- JR姫新線 本竜野駅から西へ約2km。徒歩25分。

## 校区
たつの市龍野町（川西）、揖保町、揖西町。以下の小学校の通学区域が該当する。
- たつの市立龍野小学校
- たつの市立揖保小学校
- たつの市立揖西西小学校
- たつの市立揖西東小学校

## 著名な卒業生
- 北磻磨聖也（大相撲力士）
- 川口うらら（自転車競技選手）

## 校区が隣接している学校
- たつの市立龍野東中学校
- たつの市立新宮中学校
- 相生市立矢野川中学校
- 相生市立双葉中学校
- たつの市立揖保川中学校
- たつの市立御津中学校
- 姫路市立朝日中学校
- 太子町立太子西中学校